# Georges Guillier
Georges Guillier, né le 21 août 1920 à Paris 12e et mort le 14 août 1983 à Rochefort-sur-Mer, (Charente-Maritime), est un coureur cycliste français, professionnel de 1942 à 1954.

## Palmarès sur route

### Par année
- 1938
  - 3e de Paris-Dreux
- 1939
  - Paris-Sens
  - 3e de Paris-Gien
- 1941
  - 1re étape du Grand Prix du Petit Courrier[3]
  - Grand Prix de Sens[3]
  - 2e du Grand Prix du Petit Courrier
  - 3e du Critérium de France des sociétés (zone occupée)
- 1942
  - 4e étape du Circuit du Midi
  - 3e étape (a) du Circuit de France
- 1949
  - 3e du Grand Prix du Courrier picard

### Résultats sur les grands tours

#### Tour de France
1 participation
- 1949 : hors délai (4e étape)

## Palmarès sur piste
- 1945
  - Prix Raynaud-Dayen (avec Robert Mignat)
  - 2e du Prix Hourlier-Comès (avec Robert Mignat)
- 1946
  - 2e du Prix Raynaud-Dayen (avec Robert Mignat)
- 1949
  - 2e du Prix du Salon (avec Robert Mignat)
- 1951
  - 3e du Prix Dupré-Lapize (avec Robert Mignat)